# Pearyland
Het Pearyland is een schiereiland in Nationaal park Noordoost-Groenland in het noorden van Groenland.

## Geografie
Het gebied wordt in het westen begrensd door de Victoriafjord, in het noordwesten door de Lincolnzee, in het noordoosten door de Wandelzee en in het zuidwesten door de Independencefjord. Aan de overzijde van de fjord in het zuiden ligt het J.C. Christensenland.
In het gebied zijn er meerdere fjorden die in het landschap insnijden. Dit zijn onder andere de Jørgen Brønlundfjord, Frederick E. Hydefjord en de J.P. Kochfjord.
In het zuiden wordt de Independencefjord gevoed door twee gletsjers: de Marie Sophiegletsjer en de Academygletsjer.

Kaartje